# Nord N.1750 Norelfe
El Nord N.1750 Norelfe fue un helicóptero experimental triplaza francés diseñado en los años 50 por el ingeniero Jean Cantinieau, y construido por la compañía francesa Société nationale de constructions aéronautiques du Nord (SNCAN). El primer prototipo realizó su primer vuelo el 28 de diciembre de 1954, pero debido a que la compañía se encontraba inmersa en el desarrollo de otros proyectos, vendió los dos prototipos fabricados y todos los derechos del modelo a la compañía española Aerotécnica S.A., donde pasó a denominarse Aerotécnica AC-13 o AC-13A, y que serviría de base para el Aerotécnica AC-14.

## Diseño

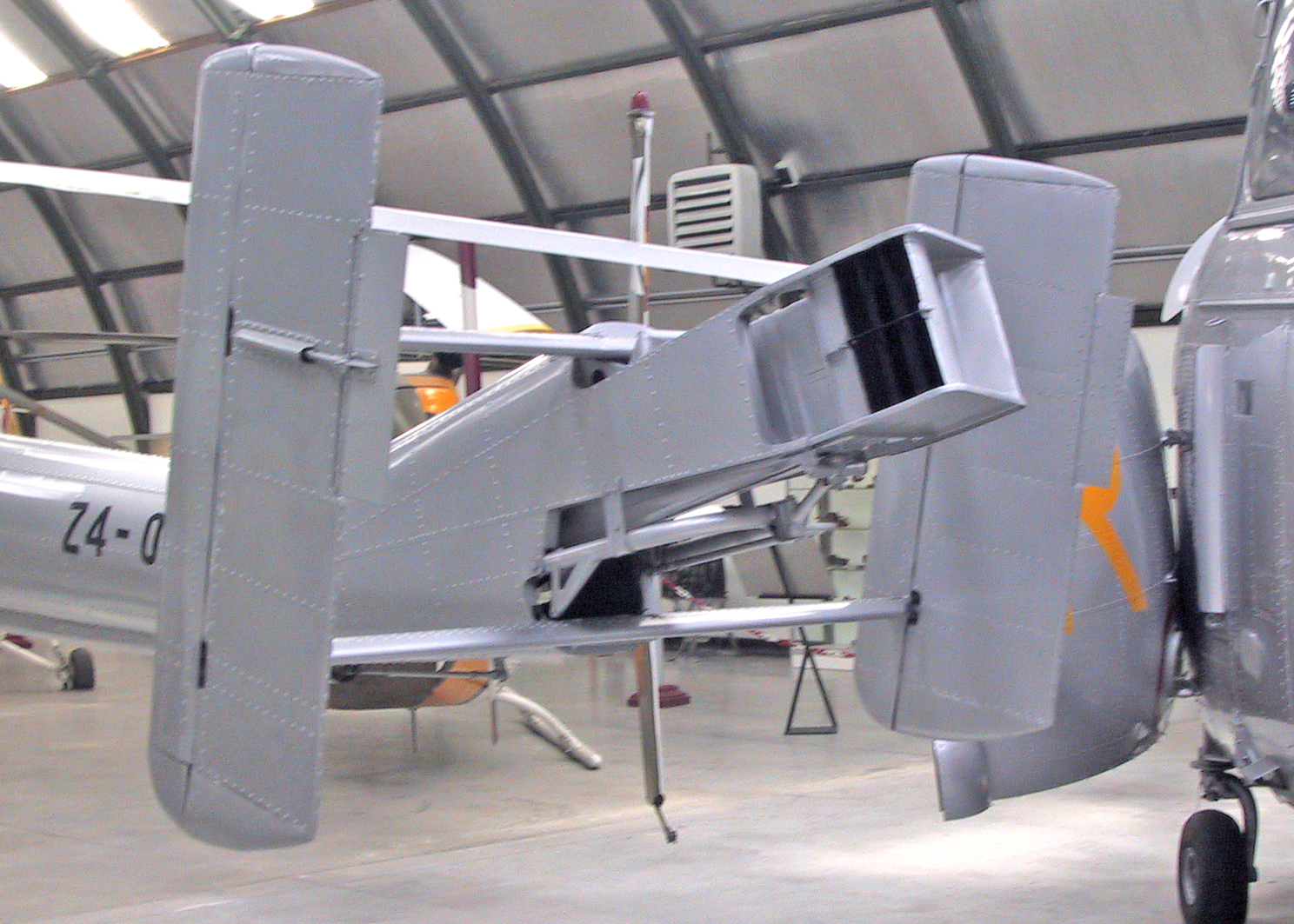
Detalle del sistema deflector de los gases de la combustión del motor del Aerotécnica AC-14, similar al del AC-13, que sustituía al rotor de cola, y es similar al actual sistema NOTAR.

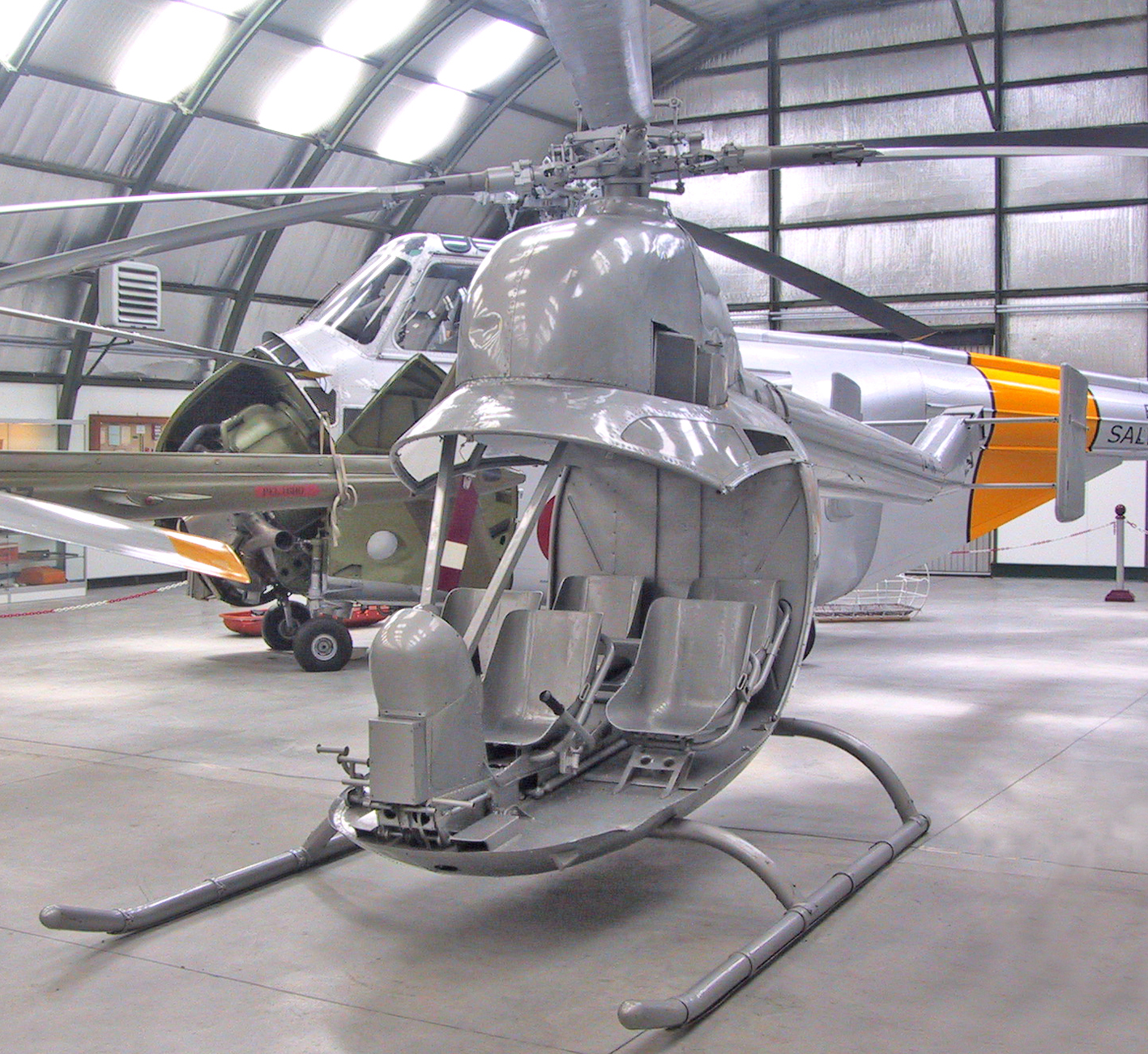
Helicóptero Aerotécnica AC-14, evolución del AC-13.

El modelo seguía las líneas generales de todos los diseños del ingeniero Jean Cantinieau, pero a diferencia de ellos, contaba con el motor situado detrás del rotor principal y no delante, como en el Matra-Cantinieau MC.101 (Aerotécnica AC-11) o el Aerotécnica AC-12, lo que facilitaba la visibilidad del piloto. La hélice era tripala, y contaba con un carenado esférico que protegía la parte superior del eje del rotor.
La principal novedad que presentaba este modelo fue la sustitución del rotor de cola por un sistema deflector de los gases de la combustión del motor, similar al actual sistema NOTAR, que aportaba mayor seguridad en tierra para el personal y reducía el ruido, haciéndolo mucho más confortable en vuelo.
Basándose en este helicóptero, Aerotécnica comenzó a desarrollar el Aerotécnica AC-14, que se convirtió en el primer helicóptero que entró en servicio sin rotor de cola, operando las diez unidades que se construyeron en el Ejército del Aire, hasta que fueron sustituidos a principios de los años 60 por modelos estadounidenses Bell 47, excedentes de la guerra de Corea. El AC-14 sirvió de base también para el diseño de otros modelos como el Aerotécnica AC-15, que iba a ser similar al AC-14 pero con distinta motorización, y el AC-21, que hubiera sido una versión de mayor tamaño y con capacidad para 12-14 pasajeros; pero fueron modelos que no llegaron a fabricarse, ya que la empresa cesó su actividad en 1962 por falta de capital.

## Especificaciones

### Características generales
- Tripulación: Uno (piloto)
- Capacidad: Un copiloto y un pasajero, o dos pasajeros
- Longitud: 7,5 m (24,7 ft)
- Diámetro rotor principal: 9,1 m (29,9 ft)
- Peso vacío: 575 kg (1267,3 lb)
- Peso máximo al despegue: 880 kg (1939,5 lb)
- Planta motriz: 1× turboeje Turbomeca Artouste I.
  - Potencia: 194 kW (267 HP; 264 CV)

### Rendimiento
- Velocidad máxima operativa (Vno): 180 km/h (112 MPH; 97 kt)
- Velocidad crucero (Vc): 124 km/h (77 MPH; 67 kt)
- Alcance: 345 km (186 nmi; 214 mi)
- Techo de vuelo: 6705 m (21 998 ft)

## Aeronaves relacionadas

### Secuencias de designación
- Secuencia AC-_ (interna de Aerotécnica): AC-11 - AC-12 - AC-13 - AC-14 - AC-15 - AC-21
- Secuencia Z._ (Helicópteros del Ejército del Aire español, 1954-1978): Z.1/A/C/B - Z.2 - XZ.3 - XZ.4 - Z.5 - Z.6 →